# Praomys lukolelae
Praomys lukolelae är en däggdjursart som först beskrevs av Hatt 1934.  Praomys lukolelae ingår i släktet Praomys och familjen råttdjur. Inga underarter finns listade i Catalogue of Life.
Arten når en kroppslängd (huvud och bål) av 109 till 144 mm, en svanslängd av 116 till 159 mm och en vikt av 27 till 57 g. Bakfötterna är ungefär 30 mm långa och öronen är ungefär 23 mm stora. Pälsen på ovansidan har en mellanbrun till rödbrun färg och den blir ljusare fram till kroppssidorna. Praomys lukolelae har en långsträckt nos och nakna avrundade öron som är bruna. Framför och bakom varje öra finns en kanelbrun fläck. Extremiteter och fötter är täckta av ljusgråa hår. På de smala bakfötternas sulor förekommer sex trampdynor. Svansen är liksom öronen naken och den har en mörkare ovansida. Andra släktmedlemmar har kortare bakfötter i jämförelse till kroppslängden.
Arten förekommer i Kongoflodens dalgång i centrala Kongo-Kinshasa. Habitatet utgörs av regnskogar och andra fuktiga skogar i låglandet. Individerna är nattaktiva och vistas på marken. Inget mer är känt angående levnadssättet.
Beståndet hotas regionalt av skogsröjningar. Arten är talrik i lämpliga regioner. Den listas av IUCN som livskraftig (LC).